# Acropora tuberculosa
Acropora tuberculosa is een rifkoralensoort uit de familie van de Acroporidae. De wetenschappelijke naam van de soort is voor het eerst geldig gepubliceerd door Milne Edwards & Haime.